# Democrazia Nazionale (Polonia)
Democrazia Nazionale (in polacco Narodowa Demokracja) è stato un movimento politico polacco di ispirazione nazionalista nato alla fine del XIX secolo e attivo fine alla fine all'invasione della Polonia del 1939. Fondatore e principale ideologo del movimento fu Roman Dmowski. La principale roccaforte del movimento era la Grande Polonia, dove il movimento nacque per contrastare la politica di germanizzazione nei territori polacchi amministrati dall'Impero Germanico.
Nel corso della sua storia il movimento costituì tre partiti: il Partito Nazional-Democratico (1897-1919), l'Unione Popolare Nazionale (1919-1928), e infine il Partito Nazionale (1928-1939).

## Storia
Le origini del movimento risalgono al fallimento della Rivolta di Gennaio del 1863, ultima di una serie di sollevazioni, verificatesi dopo la spartizione della Polonia. Come conseguenza del fallimento di queste sollevazioni la nuova generazione di politici e patrioti polacchi giunse alla conclusione che l'indipendenza della Polonia non sarebbe dovuta avvenire sul campo di battaglia, ma attraverso l'istruzione e la cultura. Nel 1867 venne fondato a Lwów il movimento Sokół, costituito ufficialmente come una società di ginnastica, ma che estese rapidamente la propria attività dalla pratica sportiva al mondo della cultura. Nel 1886 venne fondata la Liga Polska (Lega Polacca), organizzazione segreta rinominata nel 1893 Liga Narodowa (Lega Nazionale), dalla quale nacque il Partito Nazional-Democratico (Stronnictwo Narodowo-Demokratyczne) costituito nel 1897.
Al termine della prima guerra mondiale con la riconquista dell'indipendenza della Polonia il partito venne ribattezzato "Unione Popolare Nazionale" (Związek Ludowo-Narodowy) nel 1919 e "Partito Nazionale" (Stronnictwo Narodowe) nel 1928. Nel periodo tra le due guerre mondiali in partito si caratterizzò per la proposta di polonizzazione della minoranza tedesca e delle altre  minoranze presenti in Polonia.
Il movimento cessò di esistere al termine della seconda guerra mondiale, quando con l'instaurarsi del regime comunista in Polonia, gli aderenti al partito emigrarono in occidente.
Nell'attuale Polonia nata dalla fine della guerra fredda e dalla dissoluzione del sistema comunista la sua eredità politica è stata raccolta dalla Lega delle Famiglie Polacche.